# دهستان سرخ‌کلا
دهستان سرخکلا، دهستانی است از توابع بخش مرکزی شهرستان سوادکوه در استان مازندران.
جمعیت این دهستان بر اساس سرشماری سال ۱۳۸۵ در حدود (۱۳۶ خانوار) ۵۲۰ نفر است.
سال ۱۳۹۲ سرشماری محلی صورت گرفته بالغ بر ۶۲۰ خانوار و ۲۱۰۰ نفر جمعیت دارد.
مردم این روستا از طوائف کاشی، خسروی، نصیری، هستند
روستا سرخکلا از محله‌های قاسم‌آباد، شهرک، شش خنه سر، چپون خیل، کرکلا (عباسی‌ها. کریمی. امیر پور. خسروی. یوسفی) تشکیل شده‌است.
از خصوصیات بارز سیاسی مردم این روستا شرکت در همه انتخابات است. مصداق مردم همیشه در صحنه هستند. مدتی است دهستان سرخکلا از نظر تقسیمات کشوری جز شهر زیراب شده‌است.